# Charles Allen (Politiker)

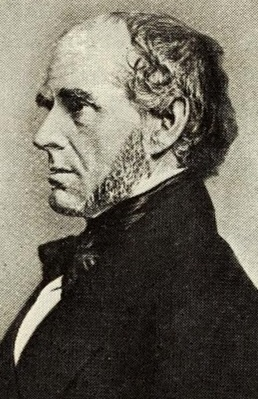
Charles Allen

Charles Allen (* 9. August 1797 in Worcester, Massachusetts; † 6. August 1869 ebenda) war ein US-amerikanischer Politiker. Zwischen 1849 und 1853 vertrat er den Bundesstaat Massachusetts im US-Repräsentantenhaus.

## Werdegang
Charles Allen war der Sohn des Kongressabgeordneten Joseph Allen (1749–1827) und ein Großneffe von Gouverneur Samuel Adams (1722–1803). In den Jahren 1809 bis 1811 besuchte er die Leicester Academy. Danach studierte er bis 1812 am Yale College. Nach einem anschließenden Jurastudium und seiner 1818 erfolgten Zulassung als Rechtsanwalt begann er in New Braintree in diesem Beruf zu arbeiten. Im Jahr 1824 verlegte er seinen Wohnsitz und seine Kanzlei nach Worcester. Zwischen 1830 und 1840 war er mehrfach Abgeordneter im Repräsentantenhaus von Massachusetts. In den Jahren 1836 und 1837 gehörte er dem Staatssenat an. 1842 wurde Allen in die Northeastern Boundary Commission berufen. Von 1842 bis 1845 war er auch als Berufungsrichter tätig. Allen war Mitglied der in den 1830er Jahren gegründeten Whig Party. Im Jahr 1848 nahm er als Delegierter an deren Bundesparteitag in Philadelphia teil; danach schloss er sich der Free Soil Party an.
Bei den Kongresswahlen des Jahres 1848 wurde Allen im fünften Wahlbezirk von Massachusetts in das US-Repräsentantenhaus in Washington, D.C. gewählt, wo er am 4. März 1849 die Nachfolge von Charles Hudson antrat. Nach einer Wiederwahl konnte er bis zum 3. März 1853 zwei Legislaturperioden im Kongress absolvieren. Diese waren von den Ereignissen im Vorfeld des Bürgerkrieges geprägt. Dabei ging es vor allem um die Frage der Sklaverei. Im Jahr 1852 verzichtete er auf eine erneute Kongresskandidatur.
Nach dem Ende seiner Zeit im US-Repräsentantenhaus praktizierte Charles Allen wieder als Anwalt. Im Jahr 1853 war er Delegierter auf einer Versammlung zur Überarbeitung der Verfassung von Massachusetts. Zwischen 1859 und 1869 war er Vorsitzender Richter am Suffolk County Superior Court. Im Frühjahr 1861 gehörte er einer Verhandlungskommission an, die in der Bundeshauptstadt Washington erfolglos den Ausbruch des Bürgerkrieges zu verhindern suchte. Er starb am 6. August 1869 in Worcester.